# Jordanoleiopus albosuturalis
Jordanoleiopus albosuturalis är en skalbaggsart som beskrevs av Stefan von Breuning 1955. Jordanoleiopus albosuturalis ingår i släktet Jordanoleiopus och familjen långhorningar.
Artens utbredningsområde är Kenya. Inga underarter finns listade i Catalogue of Life.